# آلن تیت (بازیکن فوتبال)
آلن تیت (انگلیسی: Alan Tate؛ زادهٔ ۲ سپتامبر ۱۹۸۲) یک بازیکن سابق و مربی فوتبال اهل انگلستان است.